# Apollonius Jan Cornelis Lampsins

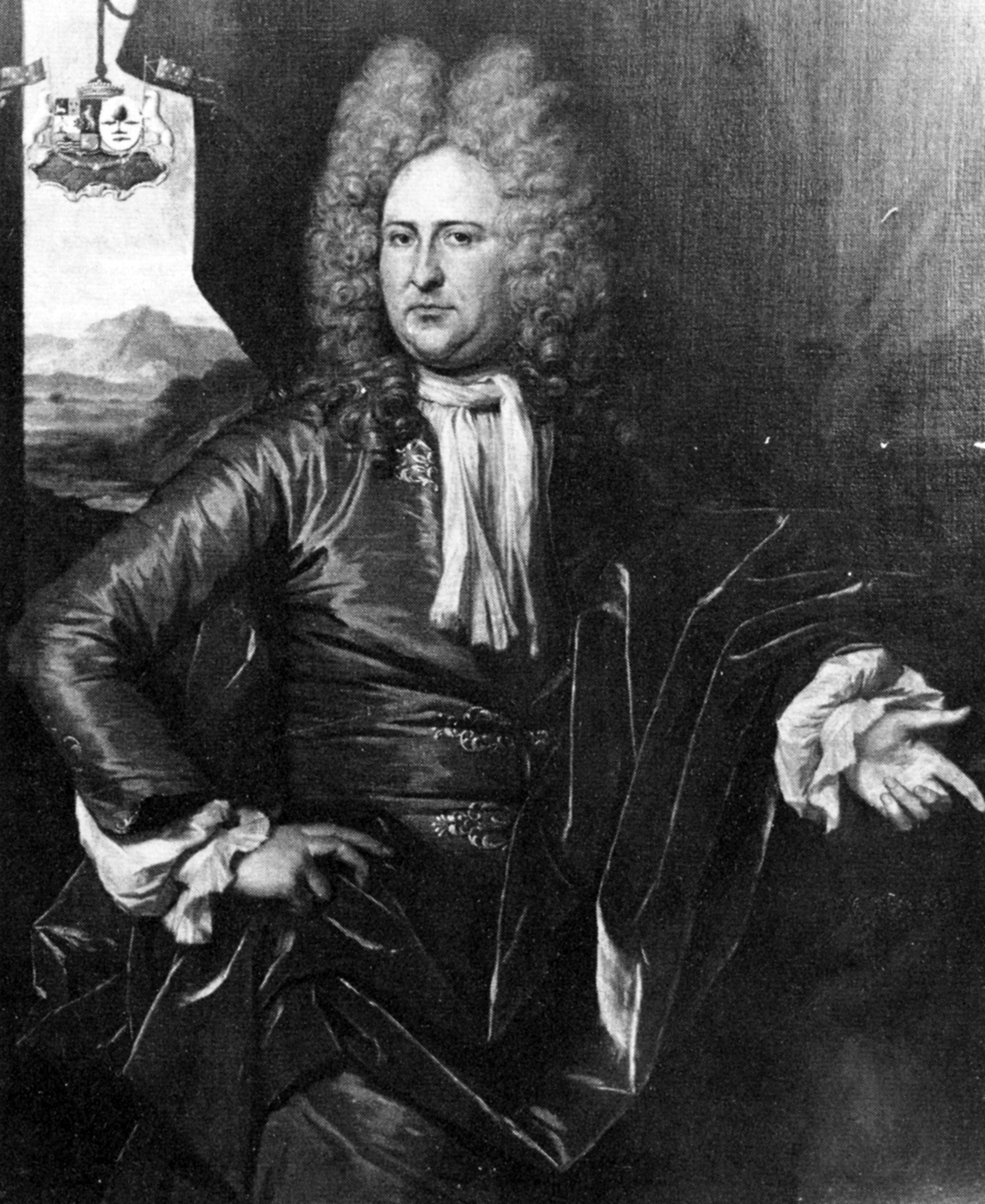
Appolonius Jan Cornelis Lampsins

Apollonius Jan Cornelis Baron Lampsins (* 1754 in Amsterdam; † 1834 in Den Haag), Vrijheer von Herrschaft und Schloss Swieten, nominell Baron von Tobago, war ein Abkömmling des seeländischen Geschlecht Lampsins.
Er wurde als Sohn des Johan Cornelis Baron Lampsins (1716–1767) und der Margaretha Sautijn (1726–1805) geboren. Über seine Mutter war er an die Familien De Graeff und Clifford verwandt. Durch Heirat mit Anna Margaretha Hartsinck (1751–1783) wurde er mit der Reichsgräfin Henriëtte d’Oultremont de Wégimont, der morganatischen Ehefrau von König Wilhelm I. verwandt. Dieser Ehe entstammte Johanna Margaretha Baroness Lampsins, die Ehefrau des Jonkheer Jan van den Velden. Lampsins war Ritter im Orden vom Niederländischen Löwen sowie im Guelphenorden. Als Ratsherr und Schöffe (niederländisch: schepen) saß er in der Amsterdamer Stadtregierung und wurde im Jahre 1786 zu einem der Direktoren über die Sozietät von Suriname bestellt. Weitere Funktionen hatte Lampsins als Vogt von Vlissingen und als Kammerherr des preußischen Königs Friedrich Wilhelm III. inne. Nach der Konsolidierung der niederländischen Monarchie wurde Lampsins Mitglied in der Ersten Kammer der Generalstaaten, des Königs Wilhelm I. Kammerherr bei Auslandsreisen, Mitglied in diversen Ausschüssen sowie Mitglied der Seeländischen Ritterschaft.
1816 wurde er zum Ehrenmitglied der Académie royale de Bruxelles ernannt.

## Weblink
- Parlement & Politiek: Mr. A.J.C. baron Lampsins

## Einzelnachweis
1. ↑  Académicien décédé: Baron Apollonius Jan Cornelis Lampsins. Académie royale des Sciences, des Lettres et des Beaux-Arts de Belgique, abgerufen am 8. Oktober 2023 (französisch).

| Personendaten    | Personendaten                                                |
| ---------------- | ------------------------------------------------------------ |
| NAME             | Lampsins, Apollonius Jan Cornelis                            |
| ALTERNATIVNAMEN  | Lampsins, Apollonius Jan Cornelis Baron (vollständiger Name) |
| KURZBESCHREIBUNG | niederländischer Aristokrat                                  |
| GEBURTSDATUM     | 1754                                                         |
| GEBURTSORT       | Amsterdam                                                    |
| STERBEDATUM      | 1834                                                         |
| STERBEORT        | Den Haag                                                     |